# Historia del uniforme del Club de Deportes Temuco

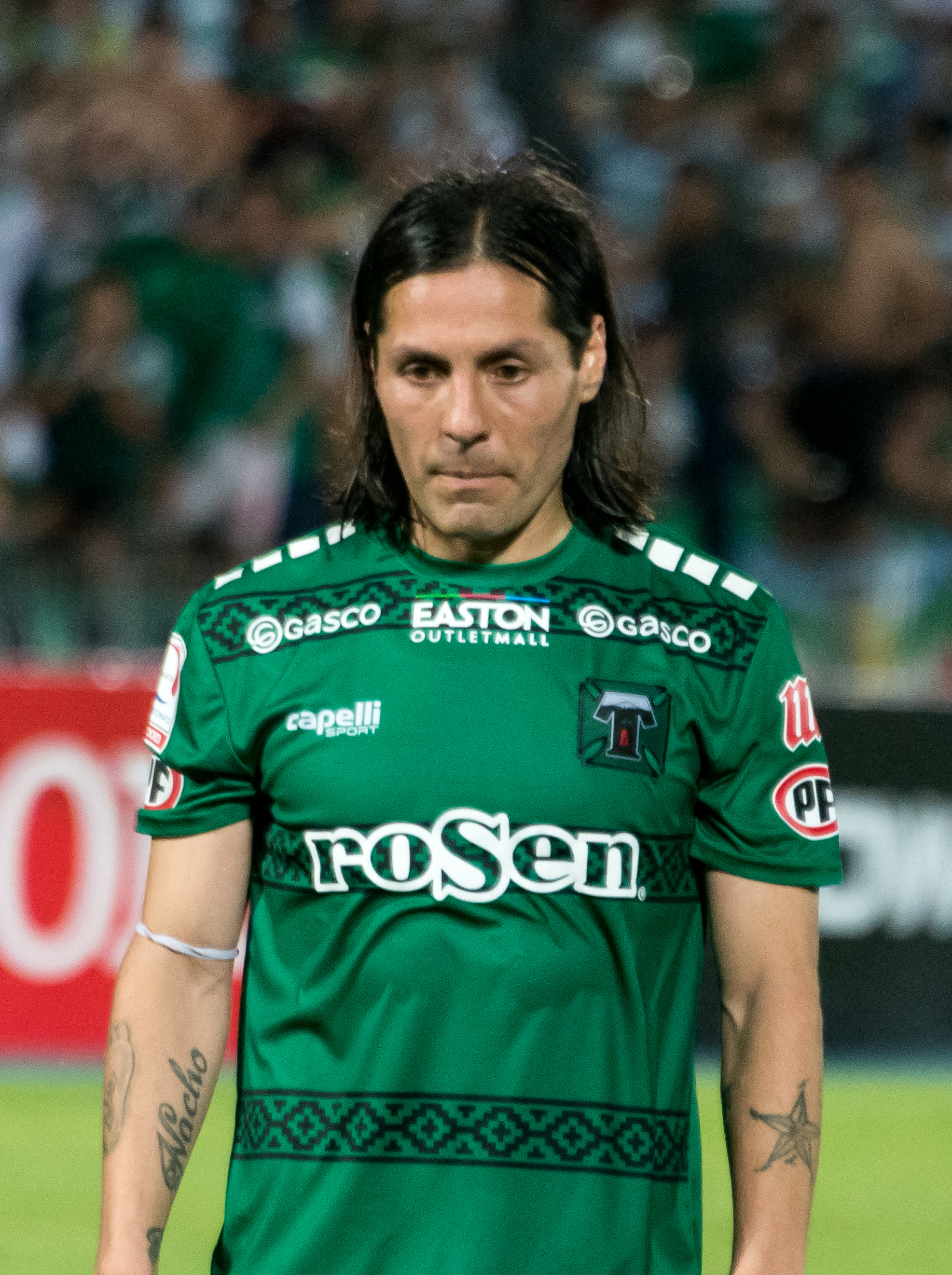
Hugo Droguett utilizando la camiseta alternativa de Deportes Temuco durante la temporada 2019.

La Indumentaria de Deportes Temuco es el utilizado por los jugadores de «El Pije» tanto en competencias nacionales como internacionales, desde el primer equipo hasta los juveniles, como también la Femenil.
La vestimenta titular histórica usada por el club consta de camiseta blanca con bastones verde, pantalón blanco y medias blancas, la cual ha sufrido leves cambios de diseños.
La vestimenta alternativa ha tenido varios colores como diseños, actualmente se compone de camiseta negra, pantalón negro y medias negras.

## Uniforme titular
Desde 2010 hacia adelante, con el ingreso de la nueva directiva, se optó por tomar el diseño de franjas horizontales blancas y verdes como modelo estándar, similar al usado en la década de los 90 y mitad de los 2000, inspirándose así en el uniforme tradicional de los planteles más exitosos de Deportes Temuco. Desde 2013 se le agrega una estrella sobre el escudo de la camiseta, en conmemoración del título de  Primera División 1945 obtenido por Green Cross.
Durante el año 2020, se opta por volver al color blanco, utilizado anteriormente, con vivos de color verde y diseños del pueblo mapuche.
| 1963 | 1965 | 1965 | 1966 | 1969-73 | 1974 | 1975 | 1975 | 1976 |

| 1985 | 1991 | 1994 | 1995-1996 | 1998 | 2000-02 | 2002 | 2009 | 2010 |

| 2013-14 | 2014 | 2014-16 | 2016-18 | 2018-20 | 2020-21 | 2022 | 2023 |

## Uniforme alternativo
El uniforme alternativo siempre fue blanco o verde, con excepción del año 2006 que fue amarillo, pero desde 2010 el club optó por utilizar una camiseta negra con detalles en otros colores. Esa temporada la camiseta fue de franjas horizontales negras y verdes. En 2012, el club decidió innovar y utilizó una moderna camiseta negra, a la cual se le agregó una franja vertical de color rosa en el pecho y en la espalda, más pantalón negro y medias negras, habiendo seguido así la tendencia mundial de otros clubes y convirtiéndose en el primer club en Chile en ocupar este color oficialmente en cancha.
En 2014 la indumentaria suplente adoptó el verde oscuro, que continúa hasta la actualidad, agregándole a veces dibujos de la cultura mapuche en colores degradados. 
| 1966 | 1967 | 1972 | 1973 | 1985 | 1991 | 1995 | 1998 | 2000-02 |

| 2003 | 2006 | 2007 | 2007-2008 | 2009 | 2010 | 2011 | 2012-2013 | 2013-2014 |

| 2014-2016 | 2016-2017 | 2018 | 2019-20 | 2020-21 | 2022 | 2023 |

## Tercer uniforme
En algunas ocasiones, el club ha incluido diferentes colores de local y visita por distintas razones de fuerza mayor. 
De titular, se ha presentado con una Camiseta blanca con vivos rojos, pantalón blanco, medias blancas (1985), el motivo principal es que la nueva directiva quiso cambiar completamente la camiseta arbitrariamente, lo que molestó en gran manera a la hinchada volviendo rápidamente a sus colores tradicionales . 
También una camiseta amarillo limón con vivos negros, con shorts y medias negras en partidos oficiales del 2006 y el motivo principal de esta camiseta era por extravío del uniforme tradicional.
Además se destaca que usó la camiseta de la selección de Zapallar en 2012, apoyando la semana festiva de dicha localidad en un torneo amistoso.
En el año 2011 presenta una camiseta color amarillo limón, con shorts y medias negras, con pequeños distintivos blancos, este tercer uniforme se usó solo para partidos amistosos tomado de un color que anteriormente había usado el club.
Por su parte en el año 2012, su tercera equipación es un uniforme negro con vivos verdes y pequeños distintivos blancos, usado en algunos partidos preparatorios.
El 2017 presentó dos camisetas especiales para Copa Chile.
Durante el año 2020, presentó un tercer uniforme, de color negro, con vivos de color verde y diseños del pueblo mapuche.
Durante los años 2023 y 2024, en el mes de mayo el club presentó uniformes especiales en conmemoración al día de la Madre; para 2023, se reemplazaron las franjas verdes verticales por franjas rosadas, mientras que al año siguiente, los detalles rosados se incorporaron a las mangas y el cuello. Para la temporada 2025, se presentó un uniforme de color morado con vivos rosados.
| 2017 | 2020-21 |

## Indumentaria y patrocinadores
Las siguientes tablas detallan la cronología de las marcas de las indumentarias y los patrocinadores de Deportes Temuco.
| Período   | Proveedor             |
| --------- | --------------------- |
| 1987      | Kappa                 |
| 1990-1996 | Adidas                |
| 1996-1997 | Diadora               |
| 1998      | Le Coq Sportif        |
| 2000-2003 | Adidas                |
| 2004-2006 | Training Professional |
| 2007      | Lotto                 |
| 2007      | Kappa                 |
| 2008-2009 | Lotto                 |
| 2010      | Training Professional |
| 2011      | Joma                  |
| 2012-2013 | Penalty               |
| 2013-2014 | Warrior               |
| 2014-2016 | M11                   |
| 2016-2018 | Joma                  |
| 2018-2020 | Capelli               |
| 2020-2022 | KS7                   |
| 2023-     | M11                   |

| Período   | Patrocinador               |
| --------- | -------------------------- |
| 1978      | Herman Gastellu            |
| 1979-1980 | Igi-Llaima                 |
| 1981-1982 | Diario Austral             |
| 1984      | Free                       |
| 1985      | Universidad de La Frontera |
| 1985-1987 | Doble ZZ                   |
| 1987      | Feria Bernedo              |
| 1988-1989 | Rosen                      |
| 1990      | Ripley                     |
| 1991-1994 | Rosen                      |
| 1994-2008 | Cristal                    |
| 2009-2010 | Gejman                     |
| 2011-2013 | Frigorífico Temuco         |
| 2013-     | Rosen                      |